# Академічний рейтинг університетів світу
Академічний рейтинг університетів світу (англ. Академічний рейтинг університетів світу; ARWU) (повна таблиця англійською)) складається в Інституті вищої освіти Університету Шанхай Цзяотун (англ. Shanghai Jiao Tong University) і включає всі основні виші. Ранжування вишів здійснюється за формулою, яка враховує:
- випускників-лауреатів Нобелівської премії або Медалі Філдса (10 %),
- співробітників-лауреатів Нобелівської премії або Медалі Філдса (20 %),
- «часто цитованих дослідників у 21 категорії» (20 %),
- статті, опубліковані в журналах Nature або Science (20 %),
- враховує індекси цитування для природничих і гуманітарних наук Інституту наукової інформації (англ. Institute for Scientific Information, ISI) Science Citation Index і Social Sciences Citation Index[en], а також індекси провідних журналів Arts and Humanities Citation Index[en] (20 %),
- успішність студентів (10 %).

Одержані результати наведені у журналі «The Economist».
Методологія викладена у академічній статті її укладачами C.C. Лю и Ю.Ченг. Результати рейтинга за 2003—2008 рр. доступні у Wikipedia англ. мовою — сторінка Academic Ranking of World Universities.
Місце вишу в рейтингу QS-2010 визначалося з урахуванням наступних параметрів: академічна репутація закладу (40 %); відсоток працевлаштування студентів з отриманої спеціальності (20 %); кількості посилань на роботи, виконані співробітниками вишу, в роботах інших вчених (20 %); кількість викладачів, що припадає на одного студента (20 %) і частка іноземців серед студентів вишу (10 %).
У країнах пострадянського простору до Топ-500 Академічного рейтингу університетів світу входять тільки Московський державний університет імені М. В. Ломоносова (2004 — 66 місце, 2005 — 66 місце, 2006 — 70 місце, 2007 — 76 місце, 2008 — 70 місце, 2009 — 77 місце, 2010 — 74 місце) та Санкт-Петербурзький державний університет (у четвертій сотні).